# Decreto de Trecén

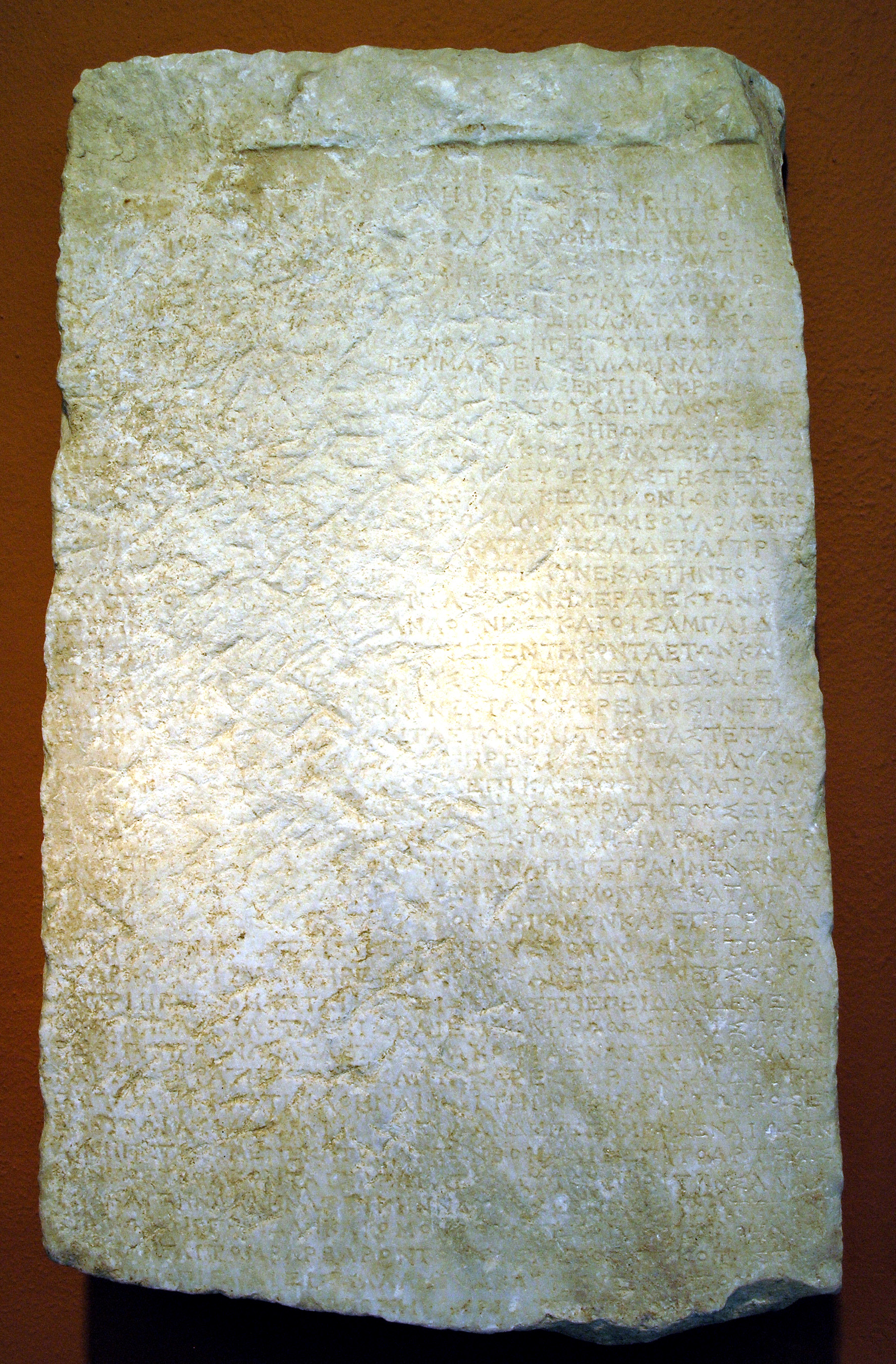
Decreto de Temístocles, Museo Epigráfico de Atenas, 13330

El Decreto de Temístocles o Decreto de Trecén es una inscripción en griego antiguo, encontrada en Trecén en 1959, que dicta la estrategia griega en las guerras médicas, siendo emitido por la asamblea ateniense bajo el liderazgo de Temístocles. Desde la publicación de su contenido en 1960, la autenticidad del decreto ha sido motivo de debate académico. El decreto directamente contradice la versión de Heródoto sobre la evacuación del Ática en el 480 a. C. Para el historiador la evacuación fue una medida de emergencia tomada sólo después de que el ejército peloponesio fallara en su propósito de avanzar hacia Beocia para combatir a los persas.  Si el decreto es auténtico, el abandono de Ática era parte de una estrategia calculada por los atenienses para atraer a los persas a un combate naval en el cabo Artemisio o en Salamina.

## Descubrimiento
La piedra que transcribe el Decreto de Temístocles (conservada en el Museo Epigráfico de Atenas, con referencia de inventario EM 13330) fue descubierta en 1959 o con anterioridad por Anargyros Titiris, un granjero local de Trecén, en el noreste del Peloponeso. Durante algún tiempo, Titiris utilizó la inscripción de mármol como puerta. En 1959, donó la piedra a una exposición de objetos antiguos de Trecén que un maestro de la escuela local preparaba. Allí, el profesor M.H. Jameson de la Universidad de Pensilvania vio la inscripción y, al año siguiente, publicó su contenido junto con una traducción y comentario.

## Contenido
La inscripción empieza con una declaración de que lo allí contenido es una resolución de la asamblea ateniense, propuesta por Temístocles. A continuación presenta un plan para evacuar a mujeres, niños, y ancianos del Ática a Trecén y Salamina, mientras los hombres han de embarcarse en triremes y prepararse para defender la ciudad, dejando sólo a los tesoreros y las sacerdotisas en el Acrópolis.  La mayoría del texto restante muestra especificaciones de la preparación de la flota, volviéndose la inscripción ilegible antes del fin del decreto.
La tablilla recoge el siguiente texto traducido:
DIOSES
El Consejo y el pueblo resolvieron lo siguiente:
Temístocles, hijo de Neokles de Phrearroi, propuso:
Entregar la ciudad en fideicomiso a Atenea, la señora
de Atenas, y a todos los demás dioses para que la guarden
y alejen de los bárbaros de la tierra; y que los
mismos atenienses y los extranjeros que viven en Atenas
depositen a sus hijos y esposas en Troizen
... el patrón de la tierra,
y los ancianos y los bienes en Salamina.
Que los tesoreros y las sacerdotisas de la Acrópolis
permanezcan custodiando las cosas de los dioses; y que
todos los demás atenienses y los extranjeros en edad militar se embarquen
en los 200 barcos que se han preparado y defiendan
contra los bárbaros su libertad y la
de los demás helenos, con los lacedemonios, corintios
, aginetanos y los demás que elijan
compartir el peligro. Que los generales designen a partir de mañana
doscientos trierarcas, uno por cada nave
, de entre los que
tienen tierra y casa en Atenas y los hijos
nacidos dentro del matrimonio y que no tengan más de cincuenta años, y
que les asignen las naves por sorteo. Que enlisten
a diez marinos para cada nave de entre los mayores de veinte años
y los menores de treinta, y a cuatro arqueros;
y que asignen a los suboficiales a las naves
al mismo tiempo que asignan a los trierarcas. Que los
generales escriban también en
tablones de anuncios las listas de las tripulaciones de las naves, los atenienses de los registros de servicio
y los extranjeros de los registrados en
Polemarch. Que las escriban dividiéndolas en
doscientas compañías, por centenares, escribiendo sobre
cada compañía el nombre de la nave y del trierarca
y los de los suboficiales, para que se sepa
en qué nave debe embarcar cada compañía. Y cuando
todas las compañías estén formadas y asignadas a las trirremes
, el Consejo completará la dotación de las 200 naves
con los generales, después de sacrificar una ofrenda propiciatoria a Zeus
Todopoderoso y a Atenea y a la Victoria y a Poseidón
el Preservador. Y cuando las naves estén completamente tripuladas,
con cien de ellas se enfrentarán al enemigo en Artemision
en Eubea y con otras cien de ellas se quedarán frente a Salamis
y el resto del Ática para defender
la tierra. Y para que todos los atenienses estén de acuerdo
en la defensa contra los bárbaros, los desterrados por los
diez años partirán a Salamina y permanecerán allí.
hasta que el Pueblo tome una decisión sobre ellos; y el . . .
Se pierden seis letras al final de la línea 47 y un número desconocido de líneas debajo.

## Importancia
Si la relación de la evacuación de Atenas señalada por la inscripción es históricamente cierta, la versión de Heródoto dada sobre los acontecimientos del 480 a. C. debe ser revisada para reflejar la estrategia griega, acordada en junio de aquel año, de centrarse en parar el avance persa en Salamina y el istmo de Corinto.  Si éste fue el plan griego, entonces la batalla de las Termópilas y de Artemisio, que Heródoto describe como los intentos definitivos de derrotar la invasión persa, habrían sido sólo acciones para ganar tiempo y proceder a la evacuación del Ática y preparar la defensa del istmo.

## Controversia académica
La autenticidad del decreto de Temístocles pronto fue objeto de acalorados debates académicos, ya que la interpretación predominante del relato de Heródoto hasta ese momento era que se trataba del relato definitivo de las guerras greco-persas. Un estudio sugirió que la losa de mármol en la cual el decreto fue inscrito había sido tallada en la primera mitad del siglo III a. C., lanzando la pregunta de cómo el texto había sobrevivido por dos siglos, particularmente teniendo en cuenta que Atenas fue saqueada por los persas en el 480 y nuevamente en el 479 a. C. La primera mención existente de un decreto que se puede identificar con el encontrado en Trecén proviene de Demóstenes, el cual registra que Esquines leyó el decreto en voz alta en el 347 a. C., dejando esta vez un vacío de un siglo entre su supuesta promulgación y su primera referencia histórica. Los estudiosos que apoyan la autenticidad del decreto señalan las dos últimas líneas del famoso oráculo dado en Delfos a los atenienses sobre cómo afrontar la invasión persa: 
Divina Salamina, tú aniquilarás a los hijos de las mujeres, bien sea cuando se siembra Deméter, bien cuando se cosecha.
La identificación de Salamina como lugar de matanza parecería sugerir que una estrategia que llamaba a una batalla allí ya había sido acordada por los comandantes griegos, lo que indicaría que la versión respaldada por el decreto de Temístocles es correcta. Sin embargo, los estudiosos que dudan de la veracidad del decreto plantean una serie de argumentos en contra de su autenticidad. La correlación proporcionada por el oráculo sobre Salamina ha sido discutida señalando que los oráculos fueron alterados a menudo después del hecho acontecido; se han señalado además varios anacronismos en el fraseado, aunque los partidarios de la autenticidad del texto los descartan, notando que la práctica griega era parafrasear los documentos en lugar de copiarlos al pie de la letra; finalmente, aducen cuestiones de contenido más serias, que van desde pasajes cronológicamente sospechosos a declaraciones que parecen fuera de lugar en un decreto oficial así como conflictos graves con las descripciones detalladas de Heródoto de las disposiciones de las tropa griegas. A la luz de estas objeciones, John Fine ha argumentado que lo mejor es tratar el Decreto de Temístocles, si es auténtico, como una amalgama de varios decretos promulgados en diferentes momentos.